# Zone d'aménagement différé
Pour les articles homonymes, voir ZAD.
En France, une zone d'aménagement différé (ou ZAD) est un secteur où une collectivité locale, un établissement public y ayant vocation ou une Société d'économie mixte (SEM) titulaire d'une convention d'aménagement dispose, pour une durée de six ans, d'un droit de préemption sur toutes les ventes et cessions à titre onéreux de biens immobiliers ou de droits sociaux.

## Historique
Les ZAD ont été créées par une loi du 26 juillet 1962 pour éviter que des terrains nécessaires à la réalisation d'un projet d'aménagement public soient renchéris lors de l'annonce de ce projet. L'exercice du droit de préemption est assorti d'une disposition particulière, le droit de délaissement, en vertu de laquelle tout propriétaire d'un bien immobilier dans une ZAD peut exiger que le titulaire du droit de préemption procède à l'acquisition de son bien, souvent à un prix inférieur au marché.
Les ZAD ont donc été conçues comme un outil en vue de la création ou de la rénovation de secteurs urbains, de la création de zones d'activité ou de la constitution des réserves foncières. C'est ce qui explique la durée limitée (14 ans, abaissée à 6 ans renouvelables en 2010) de ce dispositif.
La création des ZAD et les structures en capacité de création des ZAD ont été revues dans la loi ALUR de 2014.
Le régime juridique des ZAD a été modifié à de nombreuses reprises, notamment :
- La loi N°85-729 du 18 juillet 1985 relative à la définition et à la mise en œuvre de principes d'aménagement, qui a notamment créé le Droit de préemption urbain, a réservé le régime des ZAD aux communes ne disposant pas d'un document d'urbanisme.
- La loi N° 89-550 du 2 août 1989 portant dispositions diverses en matière d'urbanisme et d'agglomérations nouvelles a assoupli le régime, en permettant la création de ZAD hors des zones urbaines ou d'urbanisation futures de certaines communes dotées d'un POS mais figurant dans une liste, arrêtée par un décret en Conseil d'État[4].
- La loi d'orientation et de programmation pour la ville et la rénovation urbaine a rétabli le système des pré-ZAD et permet désormais la création sur l'ensemble des communes, dotées ou non d'un document d'urbanisme. Toutefois, le DPU ne peut être créé dans les zones couvertes par une ZAD ou dans les zones urbaines ou d'urbanisation futures délimitées par un document d'urbanisme.
- La loi n° 2010-597 du 3 juin 2010 relative au Grand Paris a réduit la durée de validité des ZAD de 14 ans à 6 ans renouvelables.

## Création et périmètres provisoires

### Objectifs
Une Zone d'aménagement différé peut être créée pour permettre à la collectivité de disposer d'un droit de préemption destiné à la réalisation d'une ou plusieurs des actions ou des opérations d'aménagement suivantes :
- Un projet urbain
- Une politique locale de l'habitat
- D'organiser le maintien, l'extension ou l'accueil des activités économiques
- De favoriser le développement des loisirs et du tourisme
- De réaliser des équipements collectifs
- De lutter contre l'insalubrité, de permettre le renouvellement urbain
- De sauvegarder ou de mettre en valeur le patrimoine bâti ou non bâti.

ou pour constituer des réserves foncières en vue de permettre la réalisation de ces actions ou opérations d'aménagement
.
La jurisprudence a précisé que si l'objectif de la lutte contre la spéculation immobilière ne figurait pas dans cette liste, cet « objectif constitue le fondement même de l'édiction des dispositions législatives et réglementaires relatives aux zones d'aménagements différés ».

### Procédure de création des ZAD et pré-ZAD

#### ZAD
Conformément aux dispositions de l'article L 212-1 du Code de l'urbanisme, les ZAD sont créées par arrêté préfectoral, sur proposition ou après avis de la commune ou de l’EPCI en ayant compétence.
Si la commune ou l'EPCI donnent un avis défavorable, la création de la ZAD est prononcée par décret en Conseil d'État

#### Pré-ZAD
Afin d'éviter qu'une spéculation immobilière ne s'engage entre l'annonce de la création d'une ZAD et sa création effective, le code de l'urbanisme prévoit la possibilité de créer une pré-ZAD.
Cette décision, prise par le préfet en application de l'article L 212-2-1 du Code de l'urbanisme, permet d'ouvrir un droit de préemption au profit de l'État ou d'un autre organisme jusqu'à la création effective de la ZAD (et pendant deux ans au maximum).

### ZAD,PLUetSCOT
Conformément aux dispositions de l'article L 212-1 du Code de l'urbanisme, les ZAD ont pour obligation d'être compatibles avec les orientations définies par le SCOT ou les anciens schémas directeurs demeurés en vigueur.

### ZAD et DPU
Si une ZAD est créé sur une partie du territoire soumis au droit de préemption urbain, seul le régime juridique de la ZAD sera applicable.

### ZAD et date de référence
La loi du 3 juin 2010 a modifié les dates de référence applicable aux ZAD et Pré-ZAD, qui sont fixées par l'article L213-4 du code de l'urbanisme. Cette date, qui est celle à laquelle est pris en considération l'usage effectif des biens concernés, et qui sert donc pour évaluer leur valeur, est désormais celle du dernier acte administratif créant la ZAD ou le périmètre provisoire de ZAD, ou du renouvellement de la ZAD.

## Exercice du droit de préemption
Le régime juridique de l'exercice du droit de préemption est identique à celui du droit de préemption urbain.
Il y a donc lieu de se référer aux paragraphes suivants de cet article :
- Procédure de préemption
- Contentieux
- Utilisation d'un bien préempté
- Garanties du vendeur